# Її повернення
Її повернення — польський телевізійний драматичний фільм 1975 року, екранізація роману «Повернення» Джозефа Конрада.
Дія фільму відбувається не в Лондоні ХІХ століття, як у літературному прототипі. Творці фільму перенесли її до повоєнного Кракова.

## Сюжет
Едвард — промисловець, дізнається про від'їзд дружини Емми. Він шокований. Однак його дружина повертається того ж дня і каже йому, що ненавидить і зневажає його. Під впливом цих подій Едвард починає переглядати своє дотеперішнє життя.

## Актори
- Беата Тишкевич (Емма),
- Єжи Зельник (Едвард, чоловік Емми),
- Анджей Мрожевський (Адам Борович, редактор «Нової епохи»)
- Марія Ваховяк (Анна, подруга Емми),
- Łucja Kowolik (служниця Стені),
- Леон Нємчик (промисловець),
- Анджей Богуцький (Воглер, підлеглий Едварда),
- Тадеуш Тарновський (Баліцький, підлеглий Едварда),
- Єжи Янушевич (промисловець),
- Мірослав Шонерт (промисловець),
- Мар'ян Станіславський (промисловець),
- Єжи Моес (водій Едварда),
- Анджей Май (гість на вечірці),
- Генрик Ростворовський (Єзерський),
- Анна Колавська (гість на вечірці),
- Єва Снєжанка (гість на вечірці),
- Анджей Попель (гість на вечірці),
- Кристина Шерман (кухарка),
- Єжи Бончек (співробітник видавництва),
- Юліан Ябчинський (співробітник видавництва)